# Barajul
Barajul este un tablou al artistului luxemburghez Dominique Lang realizat în 1913.

## Descriere
Tabloul, care are dimensiunile 80,5 x 67 cm, face parte din colecția Muzeului Național de Istorie și Artă din Luxemburg.

## Analiză
Dominique Lang a fost singurul reprezentant al Luxemburgului la prima expoziție a impresioniștilor de la Paris.
După ce și-a încheiat studiile la Academia de Arte Plastice din Anvers în 1900, a început să picteze într-un stil simbolist. După 1912 - 1913, a început să folosească o tehnică mai rafinată și a pictat multe peisaje din zonele rurale, unde a locuit. Barajul a fost expus la Salon des Indépendants din 1914, unde a primit recenzii bune despre lucrare și creativitate. A reușit să recreeze refracția luminii solare în culorile curcubeului. Simțul său natural și autentic a continuat tradiția lui Claude Monet și a lui Pierre-Auguste Renoir. Peisajele sale evocă lumea fără industrializare.